# 10 in 01
10 in 01 – singel niemieckiego zespołu Members of Mayday, wydany w 2001 roku przez Low Spirit Recordings.

## Lista utworów
- CD maxi-singel (2 kwietnia 2001)[2]

1. „10 in 01” (Original) – 6:31
2. „10 in 01” (Paul van Dyk Club Mix) – 8:54
3. „10 in 01” (EK Mix) – 6:31
4. „10 in 01” (Tok Tok Remix) – 3:56
5. „10 in 01” (PvD Members Only Mix) – 4:49
6. „10 in 01” (PvD Short Mix) – 4:09
7. „10 in 01” (Short) – 3:30

## Teledysk
Do utworu powstał teledysk.

## Pozycje na listach
| Państwo         | Lista (2001)    | Najwyższa pozycja |
| --------------- | --------------- | ----------------- |
| Niemcy          | Top 100 Singles | 16                |
| Wielka Brytania | Singles Top 200 | 31                |
| Szwajcaria      | Top 100 Singles | 98                |